# Adorazione dei pastori (Parmigianino)
L'Adorazione dei pastori è un dipinto a olio su tavola (41,9x42,3 cm) del Parmigianino, databile al 1521-1522 circa e conservato in una collezione privata.

## Storia
L'opera venne resa nota da Gould nel 1992 e nel 1993 venne esposta nella Kunsthaus di Zurigo. È stata attribuita alla prima gioventù dell'artista, come farebbero pensare gli stile legati ancora fortemente al Correggio, che si affievolirono solo dopo il 1524. Opera simile, legata allo stesso periodo, è la Natività alla Courtauld Gallery di Londra. 
Esiste un disegno preparatorio per la Madonna, gli angeli e san Giuseppe già in collezione privata a Londra, esposto a Washington e a Parma, in cui sono ancora più evidenti le derivazioni correggesche. Un altro disegno al Cleveland Museum of Art (inv. 24-10003) potrebbe essere una prima idea per la composizione, poi elaborata. 

## Descrizione
Nella grotta di Betlemme, che fa da quinta architettonica di tutta la composizione, si svolge la scena dell'adorazione dei pastori illuminata dalla cometa in alto a sinistra, oltre i soffitto. I pastori sono stati infatti chiamati da un angelo (non rappresentato) e accorrono per primi a rendere maggio al Salvatore, che è rappresentato su un cuscino poggiato su una cesta, tra Maria in adorazione, due giovani presenza angeliche (un po' impacciate), il bue e l'asinello, che si sporgono per riscaldare il Bambino, e san Giuseppe, nella sua classica posizione defilata, con la testa appoggiata su un palmo. La Madonna è avvolta in un panneggio vaporoso. I pastori accorrono da sinistra e si sporgono oltre il dorso del bue. In basso a sinistra infine affiorano una pecora e due arieti, forse un omaggio ai bucrani nella Camera di San Paolo del Correggio. 
Il tutto è ambientato in un ombroso paesaggio notturno, con notazioni accurate delle specie vegetali. Il piedistallo della colonna evoca un bassorilievo classico.

## Stile
Sebbene lo spazio si frammentario, la disposizione delle figure segue una logica precisa, con una contrapposizione in masse simmetriche, tra i pastori e Giuseppe appoggiato alla colonna. 